# Xiphoides
Xiphoides is een geslacht van wantsen uit de familie van de Miridae (Blindwantsen). Het geslacht werd voor het eerst wetenschappelijk beschreven door Eyles & Schuh in 2003.

## Soorten
Het genus bevat de volgende soorten:

- Xiphoides badius Eyles & Schuh, 2003
- Xiphoides luteolus Eyles & Schuh, 2003
- Xiphoides multicolor Eyles & Schuh, 2003
- Xiphoides myersi (Woodward, 1950)
- Xiphoides regis Eyles & Schuh, 2003
- Xiphoides vacans Eyles & Schuh, 2003